# キケ・エステバランス
フアン・エンリケ・"キケ"・エステバランス・ロペス（Juan Enrique 'Quique' Estebaranz López、1965年10月6日 - ）は、スペイン・マドリード出身の元サッカー選手、元サッカー指導者。現役時代のポジションはFW。元スペイン代表。

## 経歴

### クラブ
1984-85シーズン、アトレティコ・マドリードBでキャリアをスタートさせるが、トップチーム昇格は叶わなかったため、1987-88シーズン終了後にラシン・サンタンデールへと移籍した。ラシンでは、セグンダ・ディビシオンの舞台で23得点を挙げてセグンダの得点王に輝いた。
1989年、ラシンでの活躍によってプリメーラ・ディビシオンのCDテネリフェに引き抜かれた。テネリフェでは4シーズンで137試合に出場して31得点を記録し、クラブの中心選手として活躍した。
1993年から1シーズンはFCバルセロナ、1994-95シーズンから2シーズンをセビージャFCで過ごすも、いずれのクラブでは出場機会に恵まれなかった。
1996年、CFエストレマドゥーラに加入。エステバランスはリーグ戦37試合に出場するが、わずか1得点に終わり、クラブもセグンダ・ディビシオンに降格した。1シーズンのみ在籍したエストレマドゥーラ退団後は、セグンダ・ディビシオンとセグンダ・ディビシオンBのクラブにそれぞれ短期間在籍し、2000年に34歳で現役を引退した。

### 代表
1993年6月2日、リトアニア代表との試合でスペイン代表デビューを果たした。その後年内に2試合に出場したが、メジャー大会には参加出来なかった。

## 指導者経歴
2001年、アトレティコ・マドリードのカンテラで指導者として活動し始めた。2004-05シーズンの2月からは、セグンダ・ディビシオンBに所属するCDレガネスの監督に就任したが、翌シーズンの初めに解任された。解任後の2006年から3年間はアトレティコ・マドリードでディレクター職を務めた。

## タイトル

### クラブ
FCバルセロナ
- ラ・リーガ : 1回 (1993-94)

### 個人
- セグンダ・ディビシオン得点王 : 1回 (1988-89)